# キート・エンゲン
キート・エンゲン（Kieth Engen, 1925年4月5日 - 2004年9月2日）は、アメリカ出身のバス歌手。
ミネソタ州フレイジーの生まれ。カリフォルニア大学で経済学を専攻した後、ウィーンでエリザベト・ラドーらに声楽を学び、1951年にフィレンツェ五月音楽祭でデビューを飾った。1954年にはグラーツ市立劇場に出演し、1955年にはバイエルン国立歌劇場でベーラ・バルトークの《青ひげ公の城》に出演してバイエルン国立歌劇場の専属歌手となった。1957年にはパウル・ヒンデミットの《世界の調和》の初演に参加。1962年には所属の歌劇場から宮廷歌手の称号を受けた。1958年よりバイロイト音楽祭に度々出演している。
1969年にカール・リヒター率いるミュンヘン・バッハ管弦楽団と共に初来日を果たした。
ムルナウにて没。

## 註
| スタブアイコン | サブスタブ | この項目は、まだ閲覧者の調べものの参照としては役立たない、人物に関連した書きかけの項目です。この項目を加筆・訂正などしてくださる協力者を求めています（P:人物伝/PJ:人物伝）。 |